# Draw
Draw é um software de editoração eletrônica e construção de desenho vetorial multiplataforma de código aberto, desenvolvido originalmente pela Star Division, posteriormente pela Sun Microsystems e atualmente pela The Document Foundation (como parte da suíte LibreOffice). É também distribuído gratuitamente nas suítes OpenOffice.org e NeoOffice. Tem como característica importante os "conectores" versáteis entre as figuras, que estão disponíveis em uma gama de estilos de linha e facilitam construir diagramas. Pode exportar e importar em formatos como PDF e WMF e, embora seja similar quanto ao uso, por enquanto não é compatível com o formato nativo do CorelDraw.

## Suporte ao formato SVG
O Draw, conforme instalação padrão, não consegue importar arquivos no formato SVG. O filtro de importação para SVG está em desenvolvimento e requer o uso da máquina virtual Java.